# SC Lituania Tilsit
SC Lituania Tilsit was een Duitse voetbalclub uit het Oost-Pruisische Tilsit, dat tegenwoordig het Russische Sovjetsk is.

## Geschiedenis
De club werd in 1907 opgericht. In 1910/11 werd de club regionaal kampioen van Tilsit/Memel. In de Baltische eindronde gaf de club FC Preußen Insterburg een veeg uit de pan met 2:12 en versloeg in de halve finale SV 1910 Allenstein, dat in de vorige ronde topclub VfB Königsberg uitgeschakeld had. In de finale ging ook SV Ostmark Danzig voor de bijl en Tilsit werd kampioen en plaatste zich zo voor de eindronde om de Duitse landstitel. De club werd geloot tegen Berliner TuFC Viktoria 89, maar trok zich terug uit de competitie vanwege de hoge reiskosten. Viktoria plaatste zich zo voor de volgende ronde en zou zelfs landskampioen worden. Het volgende seizoen werd de club opnieuw regionaal kampioen en in de eindronde werd Preußen Insterburg weer opzij gezet, maar nu verloor de club van VfB Königsberg in de halve finale. In 1912/13 plaatste de club zich opnieuw en won van Preußen Gumbinnen en verloor in de halve finale van Prussia-Samland Königsberg.
Door de Eerste Wereldoorlog werd de competitie enkele jaren gestaakt. In 1919/20 nam de club deel aan de eindronde van Oost-Pruisen, maar verloor met 12-1 van Prussia-Samland Königsberg. Het volgende seizoen won de club in de voorronde van SV Insterburg en plaatste zich voor de groepsfase van Oost-Pruisen, maar verloor daarin tegen VfB Königsberg en Masovia Lyck. In 1922 speelde de club de finale, maar verloor deze tegen VfB Königsberg. In 1923 werd MTV Memel kampioen in de Bezirksliga en ging deze club naar de eindronde. In 1924 werd de club wel weer kampioen en in de eindronde eindigde de club samen met VfB eerste in de groep. Er kwam een barragewedstrijd, die door VfB gewonnen werd met 0-7. Het volgende seizoen werd de club laatste in de eindronde en in 1926 kon de club zich er niet voor plaatsen. Na dit seizoen werden de Bezirksliga's afgeschaft om plaats te ruimen voor de Ostpreußenliga, maar hiervoor plaatste de club zich niet. In 1928/29 nam de club deel aan de kwalificatieronde voor promotie. De club eindigde samen met SV Hindenburg Allenstein eerste en er zou een extra wedstrijd komen om de promovendus aan te duiden, maar Lituania daagde niet op waardoor Hindenburg de promotie kreeg. 
In 1929 fusioneerde de club met VfK Tilsit 1911/21 en werd zo Tilsiter SC.

## Erelijst
Baltisch kampioen
1911
Kampioen Tilsit/Memel
1911, 1912, 1913